# Gazeta do Rio de Janeiro
A Gazeta do Rio de Janeiro, fundada em 10 de setembro de 1808, foi o jornal oficial da corte portuguesa, enquanto sediada no Rio de Janeiro. Foi o primeiro jornal impresso no Brasil, nas máquinas da Impressão Régia, no Rio de Janeiro. (O Correio Braziliense é um pouco mais antigo, mas era impresso em Londres.) Seu lançamento marca o início da imprensa no país.

## Contexto
Até à sua publicação, fruto da transferência da corte portuguesa para o Brasil, era terminantemente proibido aos habitantes da colônia o acesso a publicações.

## Características
Publicado duas vezes por semana (bi-hebdomadário), era um jornal oficial e consistia, basicamente, de comunicados do governo. Evidentemente, só publicava o que era favorável ao governo. Conforme o historiador John Armitage, "a julgar-se o Brasil pelo seu único periódico, seria um paraíso terrestre, onde nunca se tinha expressado uma só crítica ou reclamação".
Seu editor era o Frei Tibúrcio José da Rocha e o seu redator era Manuel Ferreira de Araújo Guimarães (o primeiro jornalista profissional do Brasil).
Também publicava informes sobre a política internacional, em especial, à realidade europeia diante dos conflitos napoleônicos e a instabilidade das colônias americanas da Espanha e a partir de 29 de dezembro de 1821 passou a se denominar simplesmente Gazeta do Rio. Com a independência, a Gazeta deixou de circular tendo a sua última edição vindo a lume em dezembro de 1822.
Com seu fim, foi sucedido pelo Diário Fluminense, de Pedro I e o Diário do Governo, de Pedro II, como órgãos oficiais de imprensa.
No ano de 2018, foi criada uma nova versão do jornal, em formato online.

## Conteúdo
Seu conteúdo era restrito aos interesses da Coroa, e voltado para a vida cortesã. A parcialidade patenteava-se, por exemplo, no tratamento pró-inglês ao falar das guerras napoleônicas. Em 1818 o bibliotecário real Luís dos Santos Marrocos advertia em carta ao seu pai, em Portugal:
| “ | Devo advertir que nelas (notícias) há muita falta de exação e muita mentira, que não posso desculpar, pois, narrando com entusiasmo coisas não existentes ou dando valor a ninharias, cai no absurdo, ou talvez no desaforo, de não publicar fatos e circunstâncias ainda mais essenciais daquele ato. | ” |